# Anosia albescens
Anosia albescens är en fjärilsart som beskrevs av Johannes Karl Max Röber 1927. Anosia albescens ingår i släktet Anosia och familjen praktfjärilar. Inga underarter finns listade i Catalogue of Life.